# Позен Михайло Павлович
Позен Михайло Павлович (1798—1871) — російський і український державний і громадський діяч, син лікаря.

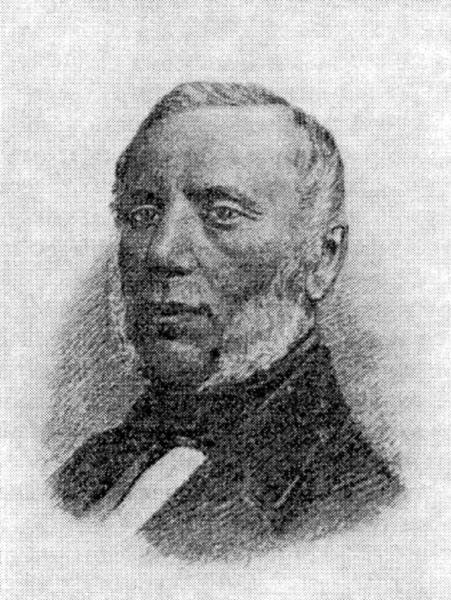
Портрет Позена Михайла Павловича (1798—1871).

Учасник селянської реформи 1861, таємний радник (1842), статс-секретар (1836). Дворянин Полтавської губернії, великий поміщик. На державній службі з 1817 (у міністерствах народної освіти, державних маєтностей, військовому). Брав участь у складанні «Зводу військових законів». У 40-і рр.. член Комітету з влаштування Закавказького краю. З 1845 у відставці. У 1856 і 1857 представляв цареві проекти поступового скасування кріпацтва зі збереженням власності поміщиків на селянські надільні землі, надані селянам у користування за певні повинності і без права викупу. У 1859-61 член Полтавського губернського комітету, член-експерт редакційних комісій, де займав консервативну позицію і виступав проти викупу селянами наділів.
У першій половині XIX ст. у власність М. П. Позена перейшов родинний маєток Оболонських у с. Оболонь Хорольського повіту.
Родина:
Діти М. П. Позена: Леонід, Людмила (1822), Володимир (1824), Валеріан (Валерій).
Діти Леоніда Михайловича: Володимир, Зінаїда, Михайло.
Діти Володимира Михайловича та його дружини Софії Олексіївни: Леонід Володимирович (1849—1921), Володимир Володимирович, Сергій Володимирович, Анатолій, Дмитро, Валеріан Володимирович, Олексій Володимирович.
Внесені в родословну книгу: ч. 3, літера Н, с. 1180. Указ Герольдії про затвердження у дворянстві від 31.10.1857 р. № 6181.
Справа по архіву № 483.
Джерело: Список дворян, внесенных в дворянскую родословную книгу Полтавской губернии. Полтава, 1898. — с. 547.
Позен Валеріан Михайлович, генерал-лейтенант.
Внесений до родословної книги: ч. 3, літера Н, с. 1141. Указ Герольдії про затвердження у дворянстві від 25.02.1887 р. № 1083.
Справа по архіву № 563.
Джерело: Список дворян, внесенных в дворянскую родословную книгу Полтавской губернии. Полтава, 1898. — с. 563.

Твори: Папери у селянській справі (Memoires relatifs l' abolition du servage en Russie. Par M. P. Posen. Dresden.), Дрезден, 1864.
Джерела: Велика радянська енциклопедія. Режим доступу: http://www.vre.pp.ua/vre_pozen_mihail_pavlovich.html [Архівовано 23 грудня 2016 у Wayback Machine.]
Історія міст і сіл Української РСР. Полтавська область. — К.: Головна редакція УРЕ АН УРСР, 1967. — с. 883—884.
http://sr.rodovid.org/wk/Особа:670331
Федоров В. А., Падіння кріпосного права в Росії. Документи і матеріали, в. 1, М., 1966, с. 83-86.
Зайончковський П. А., Скасування кріпацтва в Росії, 3 вид., М., 1968, с. 69-70, 92.
http://histpol.pl.ua/ru/lichnosti/pedagogi-deyateli-obrazovaniya?id=4055 [Архівовано 2 січня 2017 у Wayback Machine.]
http://histpol.pl.ua/ru/?option=com_content&view=article&id=10577 [Архівовано 4 вересня 2019 у Wayback Machine.]
Павловский И. Ф. Полтавцы: Иерархи, государственные и общественные деятели и благотворители. Полтава, 1914. — с. 230—231.
Русский биографический словарь: В 25 т. / под наблюдением А. А. Половцова. 1896—1918.
http://www.ourbaku.com/index.php5/Позен_Валериан_%28Валерий%29_Михайлович_-_губернатор_Бакинской_губернии%5Bнедоступне+посилання%5D